# Звезда Ходжа
Звезда́ Хо́джа — важный линейный оператор из пространства q-векторов в пространство (n − q)-форм. Метрический тензор задаёт канонический изоморфизм между пространствами q-форм и q-векторов, поэтому обычно звездой Ходжа называют оператор из пространства дифференциальных форм размерности q в пространство форм размерности n − q.
{\displaystyle *\colon \Lambda ^{q}(T^{*}M)\to \Lambda ^{n-q}(T^{*}M)}
Основное тождество для звезды Ходжа:
{\displaystyle \varphi \wedge (*\psi )=\langle \varphi ,\psi \rangle _{q}dV},
где {\displaystyle dV} - форма объёма, {\displaystyle \wedge } - внешнее произведение дифференциальных форм, {\displaystyle \varphi ,\psi \in \Lambda ^{q}(T^{*}M)} - две дифференциальные формы одинаковой степени и {\displaystyle \langle \cdot ,\cdot \rangle _{q}} - евклидово (или лоренцево) скалярное произведение на {\displaystyle \Lambda ^{q}(T^{*}M)}, порождённое римановой (лоренцевой) метрикой {\displaystyle ds^{2}}на касательном пространстве {\displaystyle TM}.
Этот оператор был введён Вильямом Ходжем.

## Определение

### Вспомогательные определения
Определим форму объёма
{\displaystyle \Omega =f(x)dx^{1}\wedge \ldots \wedge dx^{n}}
{\displaystyle \Omega _{m_{1}\ldots m_{n}}=f(x)\varepsilon _{m_{1}\ldots m_{n}}}
где {\displaystyle f(x):M\to \mathbb {R} } — неотрицательный скаляр на многообразии {\displaystyle M}, а {\displaystyle \varepsilon _{m_{1}\ldots m_{n}}} — полностью антисимметричный символ. {\displaystyle \varepsilon _{12\ldots n}=+1}.
Даже в отсутствие метрики, если {\displaystyle f(x)>0}, можно определить контравариантные компоненты формы объёма.
{\displaystyle {\check {\Omega }}={\frac {1}{f(x)}}{\frac {\partial }{\partial {x^{1}}}}\wedge \cdots \wedge {\frac {\partial }{\partial {}{x^{n}}}}}
{\displaystyle {\check {\Omega }}^{m_{1}\ldots m_{n}}=f^{-1}(x)\varepsilon ^{m_{1}\ldots m_{n}}}
здесь антисимметричный символ {\displaystyle \varepsilon ^{m_{1}\ldots m_{n}}} совпадает {\displaystyle \varepsilon _{m_{1}\ldots m_{n}}}.
В присутствии метрики {\displaystyle \Omega } с поднятыми индексами может отличаться от {\displaystyle {\check {\Omega }}} на знак: {\displaystyle \Omega =\sigma {\check {\Omega }}}. Здесь и далее {\displaystyle \sigma =\operatorname {sgn} \det(g_{mk})}
Введём операцию антисимметризации:
{\displaystyle A_{[m_{1}\ldots m_{q}]}={\frac {1}{q!}}\sum _{\sigma (m_{1}\ldots m_{q})}(-1)^{\operatorname {sgn}(m_{1}\ldots m_{q})}A_{\sigma (m_{1}\ldots m_{q})}}. Суммирование ведётся по всем перестановкам {\displaystyle \sigma (m_{1}\ldots m_{q})} индексов, заключённых в квадратные скобки, с учётом их чётности {\displaystyle \operatorname {sgn}(\sigma )}. Аналогично определяется антисимметризация верхних индексов; антисимметризовать можно только по группе индексов одного типа. Примеры: {\displaystyle A_{k[lm]}={\frac {1}{2!}}(A_{klm}-A_{kml})}; {\displaystyle A_{k}^{[l}B_{p}^{m]}={\frac {1}{2!}}(A_{k}^{l}B_{p}^{m}-A_{k}^{m}B_{p}^{l})}.
Разберёмся теперь с операцией свёртки. При свёртке набора антисимметричных индексов удобно ввести следующее обозначение:
{\displaystyle A^{A\ldots \lfloor K_{1}\ldots K_{k}\rfloor B\ldots }{}_{C\ldots \lfloor K_{1}\ldots K_{k}\rfloor D\ldots }={\frac {1}{k!}}A^{A\ldots K_{1}\ldots K_{k}B\ldots }{}_{C\ldots K_{1}\ldots K_{k}D\ldots }}.
Если тензор антисимметричен как по верхним, так и по нижним сворачиваемым индексам, можно вести суммирование по индексам, заключённым в скобки {\displaystyle \lfloor \;\rfloor } только по упорядоченным наборам не деля на {\displaystyle k!}, это связано с тем, что разные наборы индексов {\displaystyle K_{1}\ldots K_{k}}, отличающиеся лишь порядком индексов дают одинаковый вклад в сумму.
Определим теперь тензоры:
{\displaystyle (A,B)_{m_{k+1}\ldots m_{q}}^{(k)}{}^{n_{k+1}\ldots n_{p}}=A_{\lfloor K_{1}\ldots K_{k}\rfloor m_{k+1}\ldots m_{q}}B^{\lfloor K_{1}\ldots K_{k}\rfloor n_{k+1}\ldots n_{p}}}
{\displaystyle (A,B)_{m_{1}\ldots m_{q-k}}^{\underline {(k)}}{}^{n_{1}\ldots n_{p-k}}=A_{m_{1}\ldots m_{q-k}\lfloor K_{1}\ldots K_{k}\rfloor }B^{n_{1}\ldots n_{p-k}\lfloor K_{1}\ldots K_{k}\rfloor }}
Индекс (k) указывает число индексов, по которым проводилась свёртка. Там где это не может привести к неоднозначности, (k) будет опускаться. Вышеприведённые тензоры могут отличаться (а могут и не отличаться) только на знак.

### Общее определение звезды Ходжа
Используя форму объёма {\displaystyle \Omega } и поливектор {\displaystyle {\check {\Omega }}}, можно ввести операцию {\displaystyle *}, превращающую поливектор {\displaystyle B} степени {\displaystyle p} в дифференциальную форму {\displaystyle *B} степени {\displaystyle n-p}, и обратную операцию {\displaystyle *^{-1}}, превращающую форму {\displaystyle A} степени {\displaystyle q} в поливектор {\displaystyle *^{-1}A} степени {\displaystyle n-q}
{\displaystyle *B=(\Omega ,B)^{(p)}}
{\displaystyle *^{-1}A=(A,{\check {\Omega }})^{\underline {(q)}}}
Эта операция называется звездой Ходжа или дуальностью Ходжа. В компонентах она выглядит следующим образом:
{\displaystyle (*B)_{m_{q+1}\ldots m_{n}}={\frac {f(x)}{q!}}B^{m_{1}\ldots m_{q}}\varepsilon _{m_{1}\ldots m_{n}}}
Поскольку {\displaystyle *^{-1}*B=B} и {\displaystyle **^{-1}A=A}, то мы установили взаимно-однозначное соответствие между дифференциальными формами степени q и поливекторами степени n-q
Помимо операторов {\displaystyle *} и {\displaystyle *^{-1}} введём пару операторов: {\displaystyle {\check {*}}} и {\displaystyle {\check {*}}^{-1}}, отличающихся от них знаком.
{\displaystyle {\check {*}}B=(\Omega ,B)^{\underline {(p)}}}
{\displaystyle {\check {*}}^{-1}A=(A,{\check {\Omega }})^{(q)}}

### Звезда Ходжа в присутствии метрики
Пусть на n-мерном многообразии M задана метрика {\displaystyle ds^{2}=g_{mk}dx^{m}dx^{k}}. Обозначим {\displaystyle g=\det(g_{mk})}.
Элементом объёма или формой объёма, порождённой метрикой {\displaystyle ds^{2}}, называется дифференциальная n-форма 
{\displaystyle \Omega ={\sqrt {|g|}}dx^{1}\wedge \ldots \wedge dx^{n}}.
В компонентах:
{\displaystyle \Omega _{m_{1}\ldots m_{n}}={\sqrt {|g|}}\varepsilon _{m_{1}\ldots m_{n}}}
{\displaystyle \Omega ^{m_{1}\ldots m_{n}}={\frac {\sqrt {|g|}}{g}}\varepsilon ^{m_{1}\ldots m_{n}}={\frac {\operatorname {sgn}(g)}{\sqrt {|g|}}}\varepsilon ^{m_{1}\ldots m_{n}}}
Наличие метрики позволяет устроить канонический изоморфизм между поливекторами и дифференциальными формами:
{\displaystyle A_{m_{1}\ldots m_{n}}=A^{l_{1}\ldots l_{n}}g_{m_{1}l_{1}}\cdots g_{m_{n}l_{n}}}
Поэтому можно установить взаимно однозначное соответствие между q-формами и (n-q)-формами.
По определению, тензор {\displaystyle *A} задаётся своими компонентами:
{\displaystyle (*A)_{m_{q+1}\ldots m_{n}}={\frac {1}{q!}}\Omega _{m_{1}\ldots m_{n}}A_{l_{1}\ldots l_{q}}g^{m_{1}l_{1}}\cdots g^{m_{q}l_{q}}}

## Пример
Пусть на плоскости заданы обычные декартовы координаты {\displaystyle x,y}, полярные координаты {\displaystyle r={\sqrt {x^{2}+y^{2}}},\varphi =\arctan(y/x)}, форма объёма (площади) {\displaystyle dS=dx\wedge dy=rdr\wedge d\varphi } и метрика {\displaystyle ds^{2}=dx^{2}+dy^{2}=dr^{2}+r^{2}d\varphi ^{2}}. Тогда: 
{\displaystyle *dx=dy}, так как {\displaystyle dx\wedge *dx=dx\wedge dy=dS};
{\displaystyle *dy=-dx}, так как {\displaystyle dy\wedge *dy=dy\wedge (-dx)=-dy\wedge dx=dS};
{\displaystyle *dr={\frac {1}{2r}}*(dr^{2})={\frac {1}{2r}}*(dx^{2}+dy^{2})={\frac {x}{r}}(*dx)+{\frac {y}{r}}(*dy)={\frac {xdy-ydx}{r}}=rd\varphi };
{\displaystyle *d\varphi =*d\arctan(y/x)=*\left(-{\frac {y}{x^{2}+y^{2}}}dx+{\frac {x}{x^{2}+y^{2}}}dy\right)=-{\frac {y}{r^{2}}}(*dx)+{\frac {x}{r^{2}}}(*dy)=-{\frac {ydy+xdx}{r^{2}}}=-{\frac {dr^{2}}{2r^{2}}}=-{\frac {dr}{r}}}.

## Дифференциальные операторы, использующие звезду Ходжа

### Дивергенция
На поливекторах можно ввести оператор взятия дивергенции, понижающий степень поливектора на 1:
{\displaystyle \delta =*^{-1}d*}
{\displaystyle (\delta A)^{m_{1}\ldots m_{q-1}}={\frac {1}{f(x)}}\partial _{m_{q}}(f(x)A^{m_{1}\ldots m_{q}})}
В присутствие метрики оператор дивергенции {\displaystyle \delta } выражается через оператор ковариантной производной {\displaystyle \nabla }, определённый с помощью согласованной с метрикой симметричной связности:
{\displaystyle (\delta A)^{m_{1}\ldots m_{q-1}}=(\nabla ,A)^{{\underline {(1)}}m_{1}\ldots m_{q-1}}=\nabla _{m_{q}}A^{M_{1}\ldots m_{q}}={\frac {1}{\sqrt {|g|}}}\partial _{m_{q}}({\sqrt {|g|}}A^{m_{1}\ldots m_{q}})}
Иногда операцию {\displaystyle d} (внешнюю производную) называют градиентом дифференциальных форм, а операцию {\displaystyle \delta } — дивергенцией. Для 1-формы операция {\displaystyle \delta } задаёт обычную дивергенцию (в присутствии метрики, дифференциальные формы и поливектора отождествляются с помощью канонического изоморфизма)

### Лапласиан
Лапласиан {\displaystyle \Delta } от {\displaystyle q}-формы {\displaystyle A} определяется формулой:
{\displaystyle \Delta A=(-1)^{q}(\delta d+d\delta )A}
Для скаляра (0-формы) лапласиан — оператор Лапласа — Бельтрами:
{\displaystyle \Delta \varphi =\nabla _{m}\nabla ^{m}\varphi ={\frac {1}{\sqrt {|g|}}}\partial _{m}{\sqrt {|g|}}g^{mn}\partial _{n}\varphi }
Для скаляра {\displaystyle \Delta =\nabla _{m}\nabla ^{m}}. Если {\displaystyle q>0}, то по формуле Бохнера для произвольной метрики в {\displaystyle \Delta } появляются дополнительные члены линейные по кривизне. Так в случае {\displaystyle q=1}
{\displaystyle (\Delta A)_{k}=\nabla _{m}\nabla ^{m}A_{k}-R_{k}{}^{m}A_{m}}
где {\displaystyle R_{k}^{m}} — тензор Риччи, построенный по симметричной связности, согласованной с метрикой.